# The Snowman (film 1908)
The Snowman è un cortometraggio muto del 1908 diretto da Wallace McCutcheon. Fu uno dei primi film interpretati da Robert Harron, che diventò poi uno degli attori più famosi del cinema muto e uno degli interpreti preferiti di D.W. Griffith.

## Produzione
Il film fu prodotto dall'American Mutoscope & Biograph.

## Distribuzione
Distribuito dall'American Mutoscope & Biograph, il film uscì nelle sale cinematografiche USA il 19 febbraio 1908.